# Afik
Afik (tiếng Hebrew: אֲפִיק) là một khu định cư của Israel và một kibbutz được thành lập vào năm 1972 gần làng Fiq cũ của Syria. Đây là địa điểm đầu tiên của người Do Thái được thành lập ở Cao nguyên Golan sau Chiến tranh Sáu ngày. Năm 2017, nó có dân số 295 người. [2]
Cộng đồng quốc tế coi các khu định cư của Israel ở Cao nguyên Golan là bất hợp pháp theo luật pháp quốc tế, trong khi chính phủ Israel tranh chấp điều này.

## Lịch sử

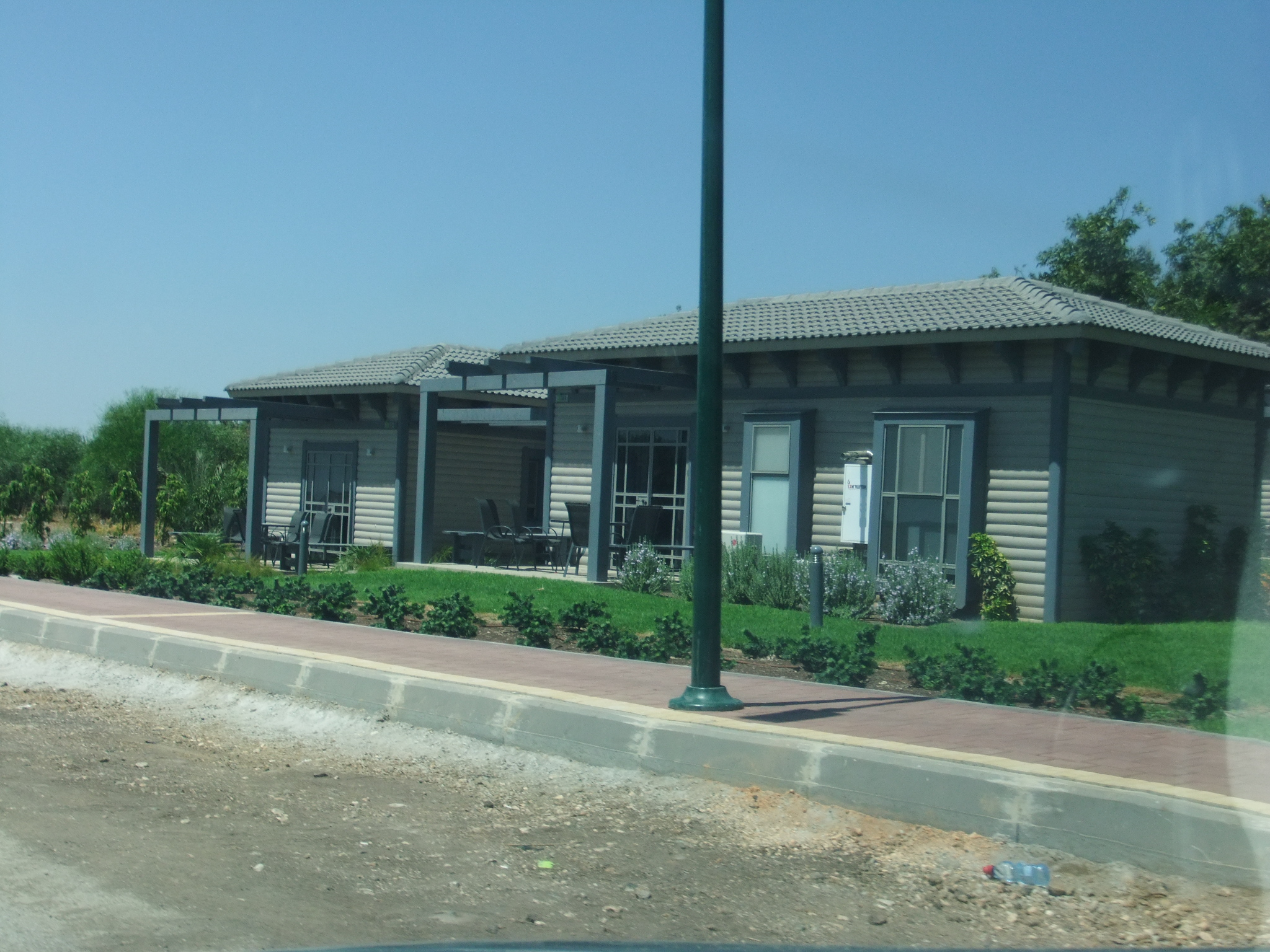
Căn hộ nghỉ dưỡng Afik

Có nhiều địa điểm được gọi là Aphek trong Kinh thánh và vị trí của kibbutz được cho là liền kề với tàn tích của Aphek cổ đại được đề cập trong Sách về các vị vua (1 Kings 20:26), cho biết vua Ahab của Israel đã đánh bại như thế nào Ben-Hadad I của Damascus  và nhà tiên tri Elisha đã báo trước rằng Vua Jehoash của Israel sẽ đánh bại Ben-Hadad III của Damascus ba lần.
Kibbutz Afik, liên kết với Ihud HaKvutzot VeHaKibbutzim, được thành lập gần địa điểm của bị bỏ rơi Syria làng FIQ vào ngày 08 tháng 5 năm 1972. Nó thuộc thẩm quyền của thành phố Hội đồng khu vực Golan và Sân bay Fik nằm gần đó.

## Nền kinh tế
Các ngành kinh tế bao gồm nông nghiệp (rau theo mùa, xung và vườn cây ăn quả), bò sữa và chuồng gà. Kibbutz cũng vận hành một số nhà máy hợp tác với Yifat như Afic Printing Solutions, nơi sản xuất mực và hộp mực. Afik chia sẻ quyền sở hữu của Hamat Gader, một khu nghỉ dưỡng sức khỏe suối khoáng nóng, với ba kibbutzim khác. Một nguồn việc làm khác là nhà khách Orhan Afik.

## Cư dân đáng chú ý
- Shimon Sheves